# Schreibtischleuchte

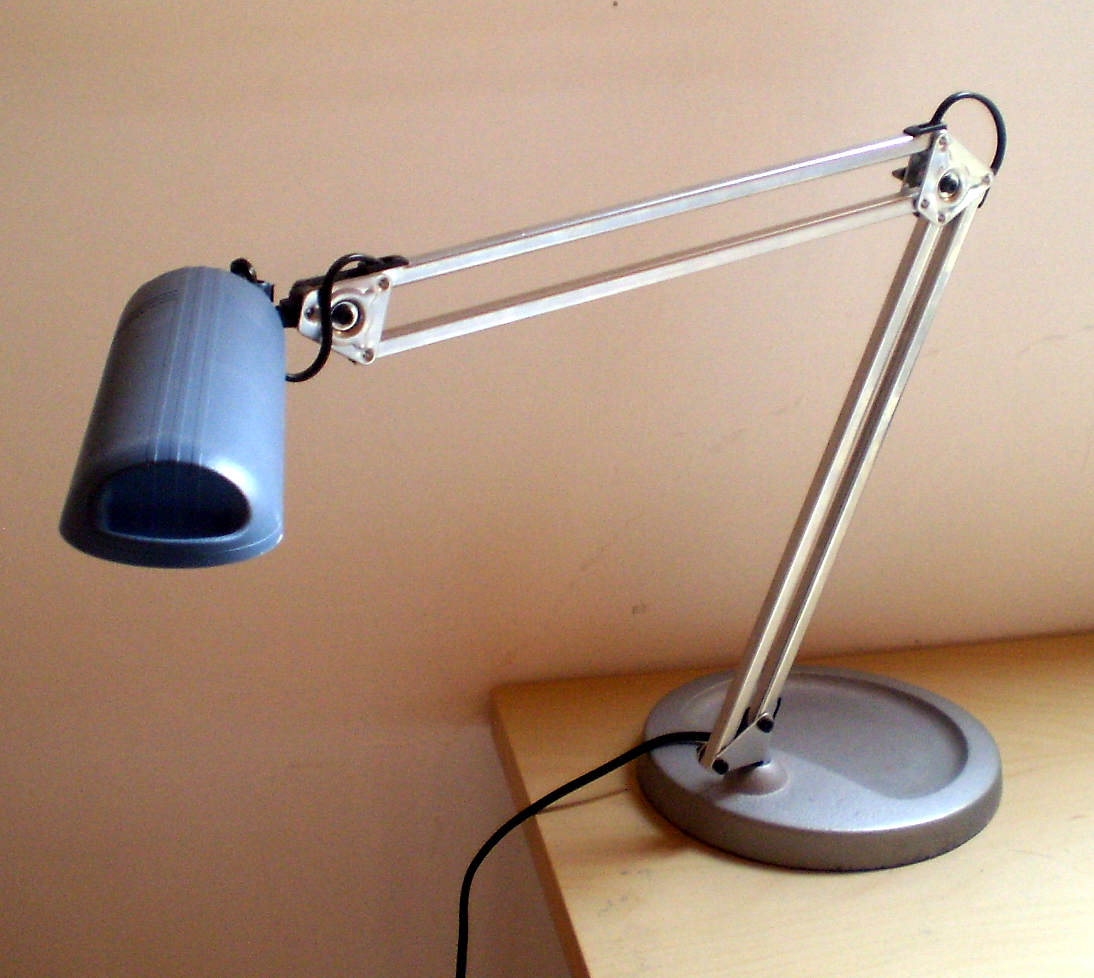
Beispiel einer Schreibtischleuchte

Die Schreibtischleuchte (auch Arbeitsplatzleuchte) ist eine Leuchte, die auf eine Arbeitsfläche wie etwa einen Schreibtisch gestellt, an dieser an der Kante durch Klemmen befestigt oder durch eine passende Aussparung der Tischplatte eingerastet wird. Ebenso werden Stehlampen, die eine Arbeitsfläche ausleuchten, so bezeichnet. Heute werden wie bei allen Leuchten verschiedene Leuchtmittel (Lampen) verwendet.

## Funktion
Eine Arbeitsplatzleuchte wird definiert als eine einem bestimmten Arbeitsplatz zugeordnete Leuchte für eine Einzelarbeitsplatzbeleuchtung. Während die Raumbeleuchtung die gesamte Arbeitsumgebung mit Licht versorgt, dient die Arbeitsplatzleuchte der Individualbeleuchtung eines vorher definierten Arbeitsplatzes. Sie ist nicht zu verwechseln mit den im Wohnbereich verwendeten Tischleuchten und muss licht- und sicherheitstechnischen Anforderungen nach DIN 5035-8 genügen.
Nach dem Anhang Anforderungen und Maßnahmen für Arbeitsstätten nach § 3 Absatz 1 der Arbeitsstättenverordnung (Ziffer 3.4 Beleuchtung und Sichtverbindung) müssen Arbeitsstätten „mit Einrichtungen für eine der Sicherheit und dem Gesundheitsschutz der Beschäftigten angemessenen künstlichen Beleuchtung ausgestattet sein.“ Schreibtischleuchten sollten zur Beleuchtung eines Bildschirmarbeitsplatzes nicht verwendet werden, weil sie zu „Direkt- und Reflexblendung“ führen können.

## Design

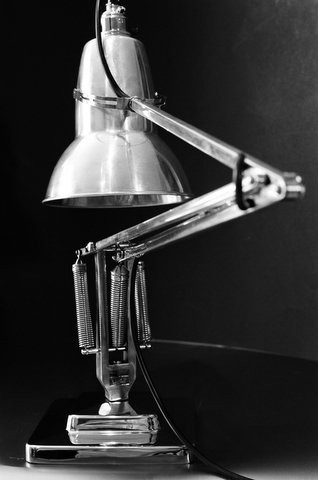
Anglepoise 1227

Diverse Bauarten von Schreibtischleuchten gelten heute als Designklassiker und waren oder sind Vorbilder für eine ganze Reihe weiterer Leuchten. So die um 1909 in den USA eingeführte Banker-Lampe oder die um 1933 entwickelte Anglepoise-Leuchte. Die Konstruktion der Anglepoise-Leuchte wurde einem menschlichen Arm nachempfunden.
Ein weiterer bekannter Industriedesigner, der Arbeitsplatzleuchten konstruierte, war der Vertreter des Bauhauses Christian Dell, der beispielsweise im Jahr 1933 das Modell Nr. 6631 der Serie Kaiser Idell kreierte.
Ebenso ist seit den 1970er Jahren bis heute die Tizio ein Designklassiker.